# Markus Widegren
Markus Widegren (Östersund, 1974), és un suec director de cinema, escriptor, fotògraf i músic.
El 2006 va rebre el premi al millor director al festival de cinema Buenos Aires Rojo Sangre per la seva pel·lícula Kraftverk 3714. Ha dirigit diversos llargmetratges de baix pressupost, així com diversos curtmetratges i vídeos musicals. Va ser un dels fundadors de la desapareguda companyia de producció Flim Produktion HB que va produir la pel·lícula Stavsjö Tattroz (1999).
Dues de les seves novel·les han estat publicades per Oddbooks Förlag. Des del 1996 forma part del grup de música Expanding Chaos.

## Filmografia (selecció)
- 2013 – Allena (director, guió, producció i fotografia)
- 2007 – Främmande (director i fotografia)
- 2005 – Kraftverk 3714 (director, guió, fotografia, etc.)
- 2003 – Om sanningen ska fram (director, guió i fotografia)
- 2002 – Vi ska till havet curtmetratge (director i fotografia)
- 2001 – Radyon (director, guió i fotografia)
- 2001 - Jarrett (fotografia)
- 2001 – Terror i Rock 'n' Roll Önsjön (foto i clip)